# VHS (jurišna puška)
Jurišna puška VHS (Višenamjenska hrvatska strojnica) je hrvatska puška koju proizvodi karlovačka kompanija HS Produkt. 

## Podaci
Kalibar puške je 5,56x45 mm, što je standardni  kalibar NATO. Puška je bulpap (енгл. bull-pup) konstrukcije, što znači da su svi pokretni delovi smešteni u kundak. To omogućava da ukupna dužina puške bude manja, a cev podjednake dužine kao kod klasičnih jurišnih pušaka, ili čak duža. Puška se proizvodi u dve vrste - kratke (VHS-K) i duge cevi (VHS-D).Puška je na testiranjima pokazala veliku pouzdanost i preciznost. 2. marta 2012. ministar odbrane Hrvatske potpisao je s kompanijom HS produkt ugovor o nabavci hiljadu jurišnih pušaka VHS do kraja 2012. godine, čime to oružje ulazi u operativnu upotrebu oružanih snaga Republike Hrvatske.

## Tehničke karakteristike
- kalibar 5,56x45 NATO;
- primenjena je bulpap konstrukcija, čime je smanjena ukupna dužina oružja, a zadržana velika dužina cevi;
- može se opremiti raznom dodatnom opremom
- proizvodi se u dve varijante: standardna puška VHS-D sa cevi dužine 500 mm i skraćena VHS-K sa cevi dužine 410 mm;
- masa, bez okvira, standardne verzije je 3,5 kilograma, a skraćene 3,4 kilograma;
- masa praznog okvira za 30 metaka je 116 grama;
- brzina paljbe je 750 metaka/min